# 対馬空港

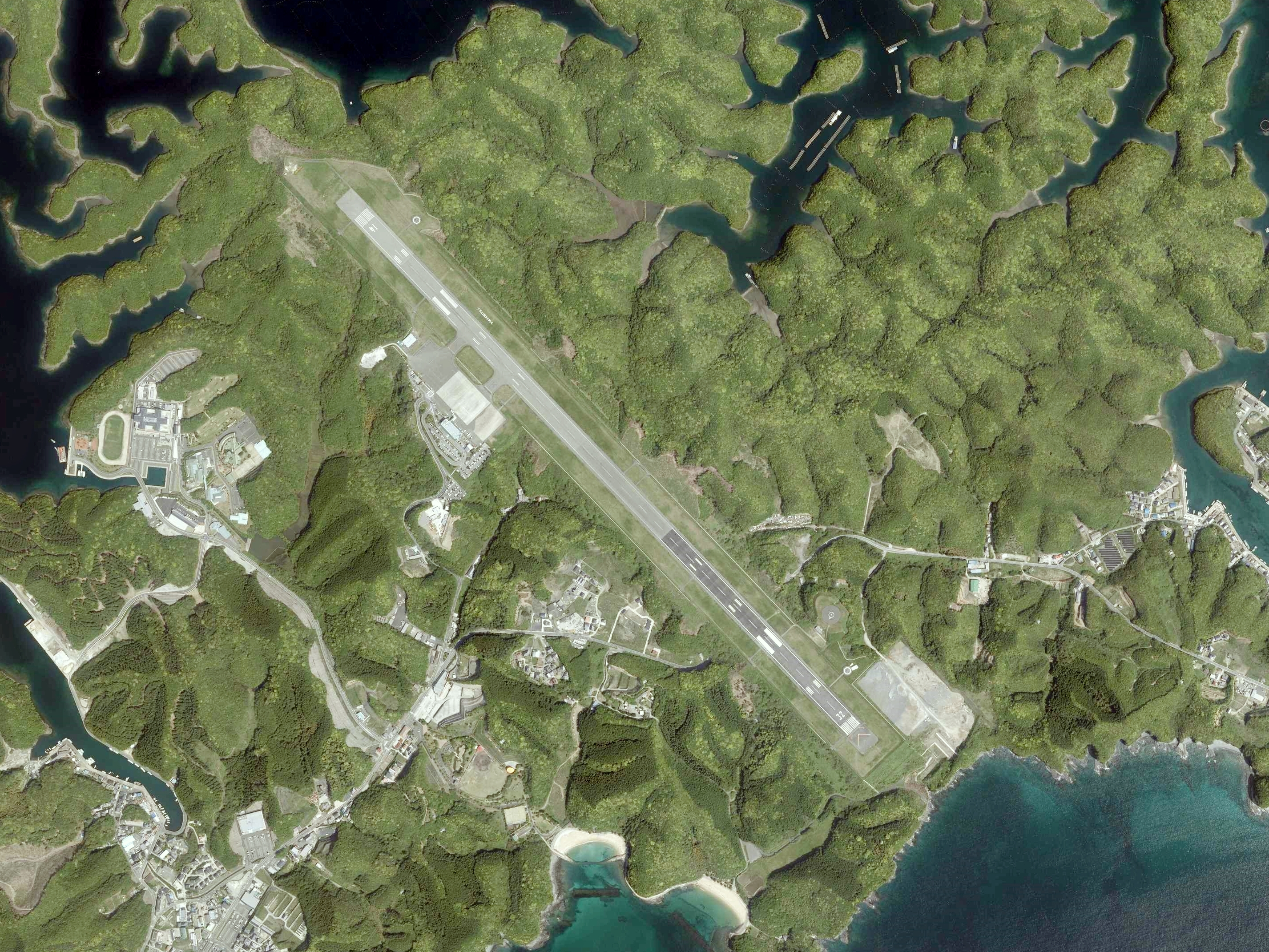
対馬空港付近の空中写真。（2016年撮影）

対馬空港（つしまくうこう、英: Tsushima Airport）は、長崎県対馬市（対馬）にある地方管理空港。愛称は対馬やまねこ空港。

## 概要
標高97メートルの白連江山の山頂を切り開き、ほか12の山の290万立方メートルを削り、13の谷に360万立方メートルを盛土する工事の末、完成した。滑走路は対馬中央部の上島と下島の間の地峡部を横断するように建設されている。長崎県内初の山岳空港である。
空港が所在する美津島町の中心地まで2.5キロ、行政の中心地である厳原町まで14キロ、最北地にある比田勝港まで80キロメートルの位置にある。

## 沿革
1960年代は、離島振興法により日本国内の離島に多くの空港が建設され、長崎県内でも1963年に五島列島に福江空港が、1966年には壱岐島に壱岐空港がそれぞれ開設された。しかし、山と海で平野がない対馬では造成する適切な用地がなかった。その中で対馬への空港建設は進まなかった。
そのような状況下であったことから、1964年（昭和39年）、浅茅湾の竹敷に水上空港が開港し、大村空港を結ぶ路線が就航した。この路線はG-21により運航され、8人乗りかつ週1便であった。この運航は本格的な空港が設置するまでの対応として実施されたが、機体が旧軍用機であったことから、故障・運休が多く発生した。その中で実際に運航されたのは、19往復であった。その後、1966年（昭和41年）に運航が再開されたが、利用客数が少なく、5か月間（1967年1月まで）で休止となり、1968年3月には廃止となった。
同時期の1965年（昭和40年）12月からは、不定期で厳原と福岡を結ぶヘリコプターも西日本空輸により就航したが、こちらも利用客が少なく、6か月で休止となった。
そのような状況下であったことから、1966年1月には対馬総町村組合管理者と対馬総町村組合議長の連署により、長崎県知事に陳情書を提出した。1970年（昭和45年）6月、国の「第二次航空整備五か年計画」により滑走路600メートルのSTOL空港建設計画が策定された。空港建設にあたっては、各自治体が空港用地を取得、その用地を長崎県に寄附することとした。
1971年（昭和46年）3月20日に空港設置許可申請を提出、9月3日に許可告示が行われた。
10月22日、全国的に珍しく、山を削り谷を埋め立てる形式での空港建設が開始された。着工時は、滑走路600メートル、総事業費が約14億5千万円で開始された。施工者は戸田建設。初年度は、440メートル分の滑走路や、エプロン、空港へのアクセス道路などの工事が実施された。
1972年（昭和47年）12月23日、滑走路の延長をオーバーラン分の120メートルを含め1,600メートルに延伸することが決定した（申請は10月11日）。その計画は、総事業費を35億円、総面積は409,793平方メートルとなった。
1973年（昭和48年）、空港周辺道路の付替工事も実施された。空港用地確保のために当時の県道（後の国道382号）が埋め立てられ、その付替にはトンネルが必要となった。実施に当たっては、既存の県道をトンネルに変更する案も検討されたが、6〜8パーセントの勾配が発生してしまう他、換気が機能しなくなることや、利便性も含めた費用対効果も検討し、新規のトンネル設置とした。
1974年（昭和49年）、既存県道の埋め立てを行い、並行して滑走路・誘導路などの舗装工事が実施されることとなった。7月31日には、滑走路の用地造成が完成した。
1975年（昭和50年）、通信設備などの付属工事に着手、6月20日に開港。全日本空輸は福岡空港への便を運航を申請し、運輸審議会から運輸大臣へ10月2日に答申が行われた。10月10日に定期便が就航、運航機材はYS-11で1日2便であった。
空港開設による意義は大きく、交通利便性の拡大、観光客の増加による経済活動、生活文化の変貌など、対馬開発と発展に寄与することとなり、対馬・博多航路に次ぐ交通革命ともされた。
開港半年後の1976年（昭和51年）3月までの利用者数は44,000人を超え、すでに観光客の増加などにより島民の需要を満たしきれず、ジェット機の就航対応が行われることとなった。6月4日には、対馬選出の県議会議員や町長などで構成される協議会が立ち上がり、陳情や各機関への要請などを実施した。1978年（昭和53年）には整備事業計画が承認されることとなった。
そんな中、ダイヤ面では1976年3月1日から福岡便を3便に、10月下旬には4便へ増便し、多客時には臨時便を増発し1日5便を設定した。また、長崎空港への便がYS-11による運航で、8月3日から火曜と木曜日の週2日に各1便で就航した。運行初日は、記念行事が実施され、県議会議員らによるテープカットが実施された。こちらも10月18日以降、毎日1便の運航となった。1976年の最終的な乗降客数は123,026人となり、翌1977年には154,765人を数えるなど、後の滑走路延長時には、国内の離島空港で最も利用率が高かった。
1979年（昭和54年）7月、全日本空輸から日本近距離航空に福岡便を移管、翌年5月には長崎便も同様に移管された。1980年（昭和55年）5月から1986年（昭和61年）10月の期間は、長崎航空による長崎から壱岐・対馬を結ぶ二地点不定期便が運航された。 
1980年度（昭和55年度）からジェット旅客機対応に向けた工事に着工、1983年には、滑走路が1,900メートルに延伸した。4月1日、日本近距離航空によるジェット旅客機（ボーイング737-200）が就航。新ターミナルビルが供用開始した。
1996年7月、エアーニッポンが週3日各1便による関西国際空港便を開設したが、その後利用者数の低迷を理由に1998年1月から運休した。
2003年8月31日を以て、エアーニッポンによる長崎便が廃止、翌日9月1日からオリエンタルエアブリッジが長崎便に就航した。
同年9月16日には、同仁化学研究所所属のプロペラ機ソカタTB21(JA74KU)が滑走路32手前の斜面に墜落し、乗員3名が死亡した。この機体は、崇城大学が研究所から借り受けていたもので、大学航空工学実験研究所の航空操縦士、整備士と研究所社長が同乗していた。なお、事故調査委員会は急降下の原因については特定出来ないとした。
2005年10月、福岡便の昼間一部便がDHC8-Q400による運航となり増便された。これは、2007年11月まで実施され、その後はボーイング737-500による4往復に減便された。
2008年、愛称を「対馬やまねこ空港」に決定した。対馬市内の小・中学生、高校生3,195人による投票で決定した。愛称の選定にあたっては、島内外から計1,606点の応募があり、決定した愛称には、107人の応募があった。6月には、オリエンタルエアブリッジが福岡便へ参入を目指し、全日本空輸に対して減便を求めていくことを発表した。
2009年7月、韓国のコリアエクスプレスエアにより大邱国際空港を結ぶ国際チャーター便が運航開始。20人乗りのプロペラ機で、月・水・金曜に各1便の運航で、韓国発のツアー商品として発売された。その後、2012年には対馬発のツアー商品も販売された。
2013年4月1日、気象庁福岡航空測候所対馬空港出張所が閉所。気象観測・通報業務は航空機安全運航支援センターへの委託となる。
2018年4月1日には、福岡FSCのリモート空港となり、国土交通省大阪航空局対馬空港出張所は閉所した。また、10月を以て、全日本空輸が福岡便で運用していたジェット機が老朽化を迎えていたこともあり、運用を終了した。

## 施設

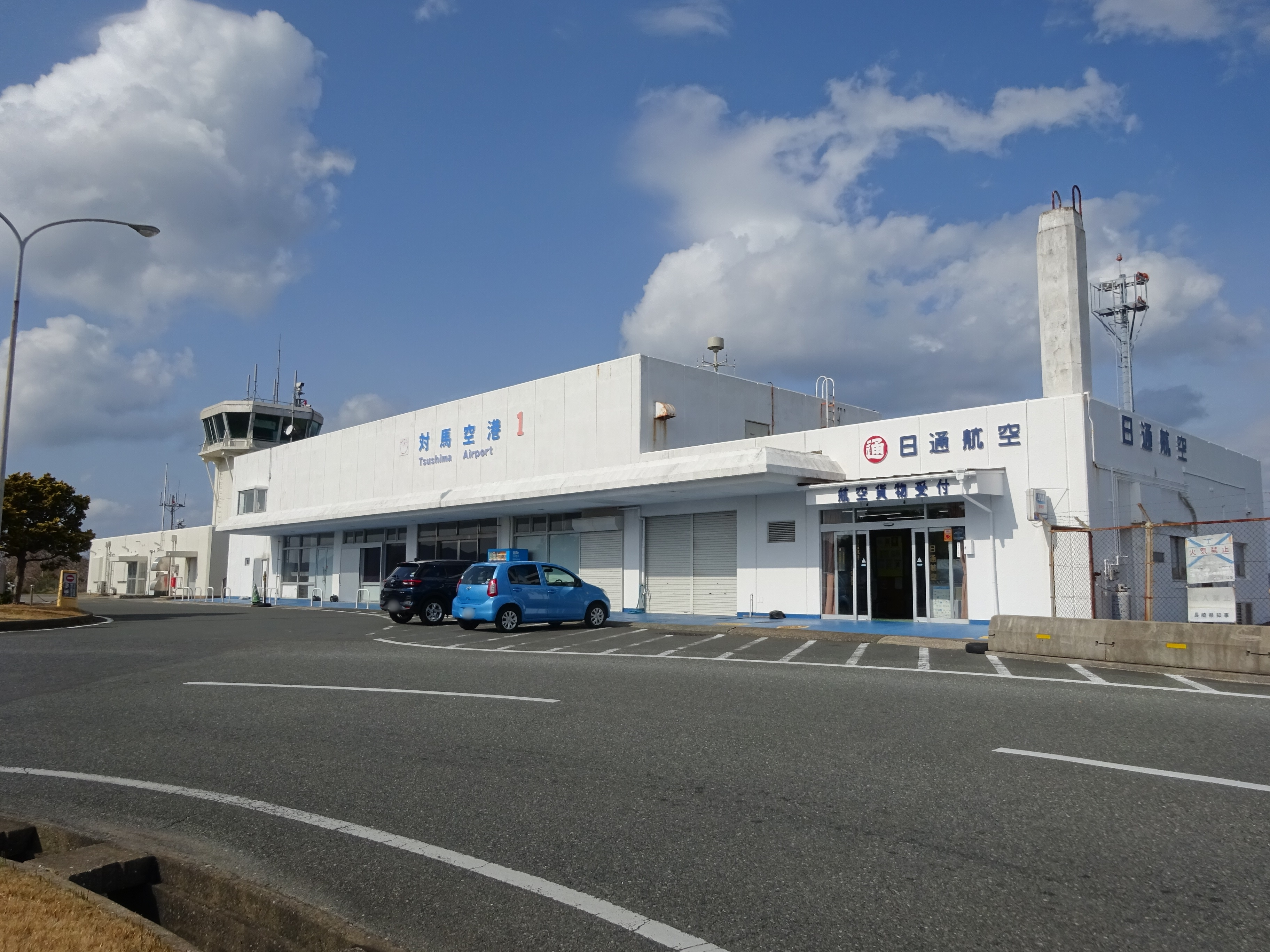
1985年まで用いられた旧ターミナルビル

ジェット旅客機に対応した拡張工事で竣工したものが1983年から運用されている。
ターミナルビルは、開設当初に設置された旧ターミナルビルの南側に位置する。総事業費5億1千万円、面積は旧ターミナルビルの3.6倍にあたる、2,325平方メートル。エスカレーターやターンテーブルなどが設置。ターミナルビルに隣接する形で230台収容の駐車場も設置されている。
エプロンはジェット機が3機、YS2型機が2機の合計5機が収められる。誘導路は2本。

## 就航路線
航空会社名が2社以上の場合、最前の航空会社の機材・乗務員で運航するコードシェア便。
| 航空会社                                                         | 就航地             |
| ---------------------------------------------------------------- | ------------------ |
| 全日本空輸 (ANA)                                                 | 福岡空港           |
| オリエンタルエアブリッジ (ORC)・日本航空 (JAL)・全日本空輸 (ANA) | 福岡空港、長崎空港 |

### 運休路線
- 関西国際空港：島民からの要望もあり開設されたが、利用者数が少なく運休となっている[51]
- ソウル/金浦：チャーター便。2019年再開見込であったが徴用工問題に起因する、韓国によるボイコットで未定[52]。

## アクセス
- 道路
  - ターミナルを起点とする長崎県道64号対馬空港線を介して国道382号と接続している。
- バス
  - 南部の厳原方面、北部の仁位・比田勝方面への便が対馬交通により運行されている。